# Marvin Lier
Marvin Lier (Zúrich, 8 de septiembre de 1992) es un jugador de balonmano suizo que juega de extremo izquierdo en el Kadetten Schaffhausen. Es internacional con la selección de balonmano de Suiza.
Su primer gran campeonato con la selección fue el Campeonato Europeo de Balonmano Masculino de 2020.

## Palmarés

### Pfadi Winterthur
- Copa de Suiza de balonmano (2): 2015, 2018
- Liga de Suiza de balonmano (1): 2021

### Kadetten Schaffhausen
- Liga de Suiza de balonmano (3): 2022, 2023, 2024
- Copa de Suiza de balonmano (1): 2024

## Clubes
| Club                   | País     | Año         |
| ---------------------- | -------- | ----------- |
| TV Endingen            | Suiza    | 2010 - 2012 |
| Pfadi Winterthur       | Suiza    | 2012 - 2019 |
| SG Flensburg-Handewitt | Alemania | 2019        |
| Pfadi Winterthur       | Suiza    | 2020 - 2021 |
| Kadetten Schaffhausen  | Suiza    | 2021 - Act. |